# Droga międzynarodowa E8 (Polska)

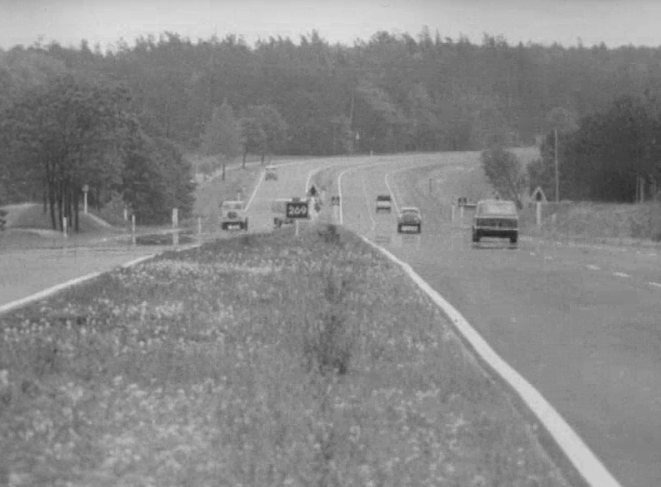
E8 w okolicach Wrześni (1974)

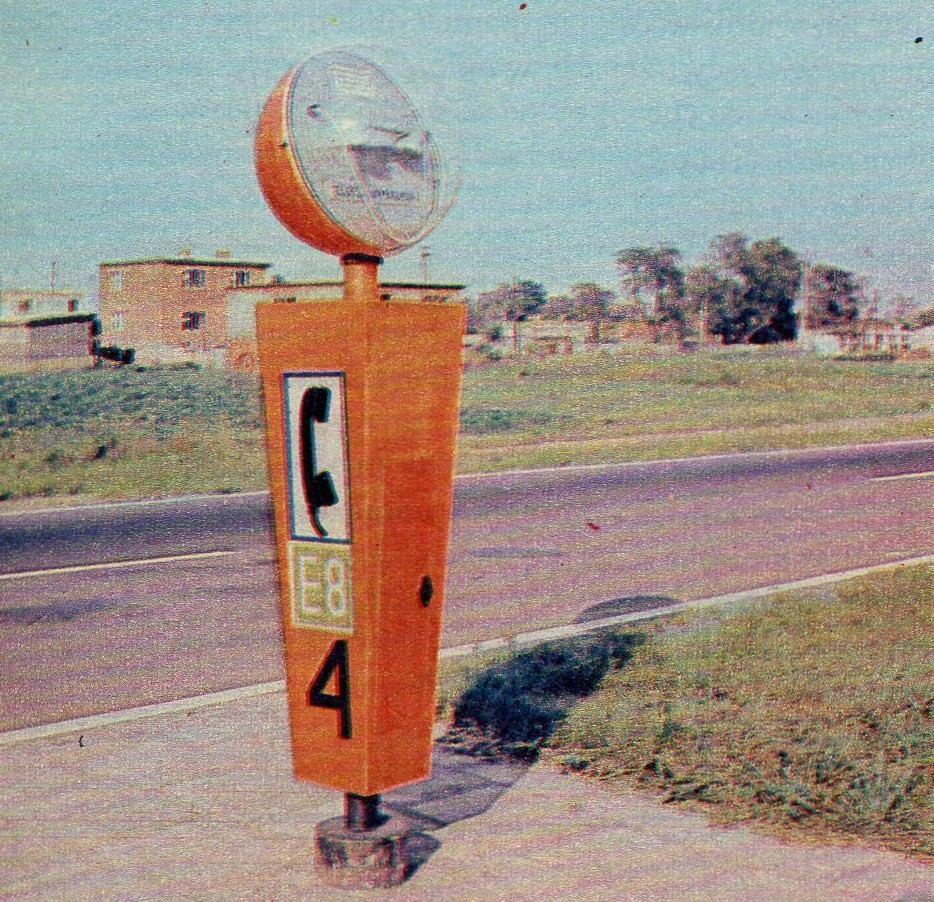
Telefon alarmowy pomiędzy jezdniami trasy, okolice Poznania (1978)

Droga międzynarodowa E8, nazywana także Transpolonią – byłe oznaczenie drogi w Polsce w latach 1962–1985, prowadzącej od przejścia granicznego w Świecku z NRD do przejścia granicznego w Terespolu z ZSRR.
Droga E8 była częścią trasy europejskiej E8 o przebiegu: Londyn – Harwich (prom) – Hoek van Holland – Haga – Utrecht – Amersfoort – Oldenzaal – Hanower – Berlin – Poznań – Krośniewice – Warszawa – Terespol. Dalszy przebieg nie był ustalony, ponieważ ZSRR nie był sygnatariuszem umowy z 1950 r. regulującej przebieg i standard tras europejskich.
Pierwotnie trasa między przejściem granicznym w Świecku a Rzepinem poprowadzona była przez Kunowice, Nowe Biskupice i Gajec. W latach 70. oddano do użytku obwodnicę Rzepina oraz nowy odcinek drogi, obecnie stanowiący fragment autostrady A2.
W 1977 roku zamknięto dla ruchu tranzytowego pojazdów ciężarowych trasę E8 na odcinku Sochaczew – Warszawa – Mińsk Mazowiecki, kierując tranzyt na drogę państwową nr 27, omijającą stolicę od południa. Zakaz ten nie dotyczył ciężarówek dojeżdżających docelowo do miejscowości ówczesnego województwa warszawskiego.
Na przełomie lat 70. i 80. XX w. opracowano nowy system numeracji. Za następcę E8 można uznać E30, o niemal identycznym przebiegu, jednak wydłużoną i obejmującą zasięgiem Irlandię, Białoruś i europejską część Rosji. W 1985 roku Polska przyjęła nowy system numeracji dróg międzynarodowych, a 14 lutego 1986 r. zaczął obowiązywać nowy wykaz dróg krajowych. Trasy europejskie otrzymały numery krajowe używane zamiennie (równolegle) z międzynarodowymi. Arteria E30 otrzymała numer 2, który co do podstawowej zasady obowiązuje do dziś.
Obecnie polski odcinek posiada następujące oznaczenia krajowe:
| Numer | Przebieg                                                                                |
| ----- | --------------------------------------------------------------------------------------- |
| A2    | Świecko – Rzepin                                                                        |
| 92    | - Rzepin – Warszawa - Warszawa – Choszczówka Stojecka - Choszczówka Stojecka – Kałuszyn |
| 2     | - granica państwa – Świecko - Kałuszyn – Terespol                                       |

## Historyczny przebieg E8
- województwo gorzowskie

- Świecko  – granica z NRD
- Świecko  17 
- Rzepin

- województwo zielonogórskie

- Torzym
- Świebodzin  E14 

- województwo gorzowskie

- Trzciel
- Bolewice

- województwo poznańskie

- Pniewy  17   T8 
- Poznań  E83   38   155 
- Kostrzyn
- Września

- województwo konińskie

- Słupca
- Konin  144 
- Koło

- województwo płockie

- Krośniewice  E16 
- Kutno  108 

- województwo skierniewickie

- Łowicz  E12 

odcinek Łowicz – Warszawa wspólny z E12
- Sochaczew  27   113 

- województwo warszawskie

- Błonie
- Warszawa  E7   E12   E81   11   120   121 
- Zakręt  E81 

- województwo siedleckie

- Mińsk Mazowiecki  27   116 
- Siedlce  24 

- województwo bialskopodlaskie

- Międzyrzec Podlaski  192 
- Biała Podlaska
- Terespol
- Terespol  – granica z ZSRR

### Przebieg w Poznaniu
- lata 70. – 1985[7][8]:

ul. Jarosława Dąbrowskiego – ul. Lutycka – ul. Lechicka – most Lecha – ul. Bałtycka – ul. Warszawska

### Przebieg w Warszawie
- lata 60. i I połowa lat 70.[9][10]:

odcinek wspólny z drogą międzynarodową E12
ul. Połczyńska – ul. Wolska – al. gen. K. Świerczewskiego – al. gen. K. Świerczewskiego
odcinek wspólny z drogą międzynarodową E81
ul. Marchlewskiego – al. Jerozolimskie – most Poniatowskiego – al. Poniatowskiego – ul. Waszyngtona  – ul. Grochowska – ul. Płowiecka – ul. Bronisława Czecha